# نیویورک هیلتون میدتاون
نیویورک هیلتون میدتاون یک هتل واقع در منهتن، نیویورک، ایالات متحده آمریکا می‌باشد.
ارتفاع این ساختمان ۱۴۸٫۴ متر (۴۸۷ فوت)، تعداد طبقات ۴۷ و تعداد اتاق‌ها ۱٬۹۸۰ عدد می‌باشد.